# Ludwigsfelder HC
Der Ludwigsfelder Handballclub e. V., kurz Ludwigsfelder HC oder LHC, ist ein Handball-Club in der brandenburgischen Stadt Ludwigsfelde.

## Geschichte

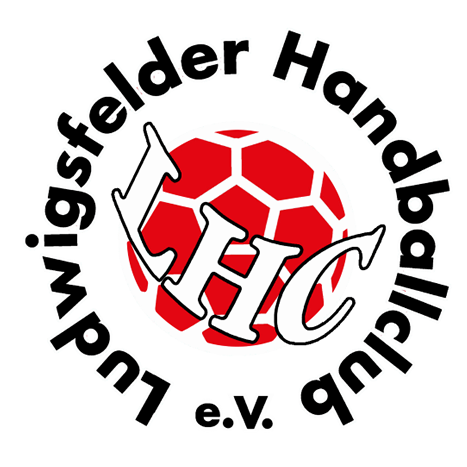
Logo des LHC seit 1997

Historisches Logo der BSG 1958–1990

Am 28. Januar 1953 wurde die Betriebssportgemeinschaft „Motor“ in Ludwigsfelde gegründet, hervorgegangen aus der Sportgemeinschaft „Aufbau“. Im Jahr 1958 kam die Handballsektion dazu.
Am 11. Juli 1990 wurde aufgrund eines fehlenden Trägers ein eigenständiger Verein gegründet, die SG Motor Ludwigsfelder e. V.
Im Jahr 1997 gliederte sich die Handballsparte aus der SG Motor Ludwigsfelde aus und gründete am 23. Mai 1997 den Ludwigsfelder Handballclub e. V. Der Verein erreichte die höchste Liga in Brandenburg.
Aktuell verfügt der Ludwigsfelder HC über zwei Herrenmannschaften und fünf Jugendmannschaften sowie eine Freizeitsportgruppe. Die Mitgliederzahl beläuft sich auf 202 (Stand 10. September 2019). Davon sind 109 Erwachsene und 93 Kinder.
Bis zur Fertigstellung des Kaufland-Objektes mit integrierter Sporthalle musste die erste Männermannschaft ihre Heimspiele in Rangsdorf in der Erwin-Benke-Sporthalle austragen. In Ludwigsfelde gab es keine geeignete Halle für den Spielbetrieb in überregionalen Klassen.

## Zugehörigkeit erste Männermannschaft ab 1993
| Saison | Liga                               | Platzierung                                                        |
| 93/94  | Oberliga Brandenburg               | 9                                                                  |
| 94/95  | Oberliga Brandenburg               | 11 (Durch Rückzug des SC Cottbus 2, Klassenerhalt)                 |
| 95/96  | Oberliga Brandenburg               | 8                                                                  |
| 96/97  | Oberliga Brandenburg               | 10                                                                 |
| 97/98  | Oberliga Brandenburg               | 5                                                                  |
| 98/99  | Oberliga Brandenburg               | 7                                                                  |
| 99/00  | Oberliga Brandenburg               | 3 (berechtigt in der neuen Oberliga Berlin/Brandenburg zu starten) |
| 00/01  | Oberliga Berlin/Brandenburg        | 5                                                                  |
| 01/02  | Oberliga Berlin/Brandenburg        | 2                                                                  |
| 02/03  | Oberliga Berlin/Brandenburg        | 4                                                                  |
| 03/04  | Oberliga Berlin/Brandenburg        | 7                                                                  |
| 04/05  | Oberliga Berlin/Brandenburg        | 1 (Aufstieg Regionalliga)                                          |
| 05/06  | Regionalliga Nordost               | 6 (Hauptrunde Staffel B)                                           |
| 05/06  | Regionalliga Nordost               | 2 (Abstiegsrunde, Klassenerhalt)                                   |
| 06/07  | Regionalliga Nordost               | 13 (Abstieg)                                                       |
| 07/08  | Oberliga Berlin/Brandenburg        | 6                                                                  |
| 08/09  | Oberliga Berlin/Brandenburg        | 4                                                                  |
| 09/10  | Oberliga Berlin/Brandenburg        | 4 (berechtigt in der neuen Oberliga Ostsee-Spree zu starten)       |
| 10/11  | Oberliga Ostsee-Spree              | 5                                                                  |
| 11/12  | Oberliga Ostsee-Spree              | 7                                                                  |
| 12/13  | Oberliga Ostsee-Spree              | 3                                                                  |
| 13/14  | Oberliga Ostsee-Spree              | 6                                                                  |
| 14/15  | Oberliga Ostsee-Spree              | 8                                                                  |
| 15/16  | Oberliga Ostsee-Spree              | 5                                                                  |
| 16/17  | Oberliga Ostsee-Spree              | 3                                                                  |
| 17/18  | Oberliga Ostsee-Spree              | 6                                                                  |
| 18/19  | Oberliga Ostsee-Spree              | 5                                                                  |
| 19/20  | Oberliga Ostsee-Spree              | 4 (Abbruch nach dem 22. Spieltag)                                  |
| 20/21  | Oberliga Ostsee-Spree Süd          | 1 (Abbruch nach dem 3. Spieltag)                                   |
| 21/22  | Oberliga Ostsee-Spree Süd          | 3                                                                  |
| 21/22  | Oberliga Ostsee-Spree Meisterrunde | Staffelsieger                                                      |
| 22/23  | Oberliga Ostsee-Spree              | 3 (Landespokalsieger)                                              |
| 23/24  | Oberliga Ostsee-Spree              | 3 (Landespokalsieger)                                              |
| 24/25  | Regionalliga Ostsee-Spree          | 3 (Landespokalsieger)                                              |
| 25/26  | Regionalliga Ostsee-Spree          |                                                                    |

## Erfolge
- Meister Oberliga Berlin/Brandenburg: 2005
- Meister Oberliga Ostsee-Spree: 2021, 2022
- Teilnahme Regionalliga Nordost: 2005/06, 2006/07
- Sieger Landespokal Brandenburg: 2023, 2024, 2025
- Finalist Landespokal Brandenburg: 2018

## Aktuelle Mannschaften 2025/26
| Mannschaft               | Liga                                    | Klasse |
| ------------------------ | --------------------------------------- | ------ |
| 1. Männer                | Regionalliga Ostsee-Spree               | 4      |
| 2. Männer                | Verbandsliga Süd Brandenburg            | 6      |
| 3. Männer                | Landesliga Süd-Ost Brandenburg          | 8      |
| Männliche Jugend B       | Oberliga Brandenburg                    | 4      |
| Männliche Jugend C       | Kreisoberliga Spielbezirk C Brandenburg | 2      |
| Männliche Jugend D       | Kreisoberliga Spielbezirk C Brandenburg | 1      |
| Männliche Jugend E       | Kreisliga Spielbezirk C Brandenburg     | 2      |
| Männliche Jugend F Minis | Spielbezirk C                           | 1      |